# Eljan Hajiyev
Eljan Hajiyev (29 aprile 2002) è un judoka azero, campione europeo a Zagabria 2024 nei 90 kg.

## Biografia
Ha iniziato a praticare il judo all'età di dieci anni.  
Ha conquistato la medaglia di bronzo ai Campionati mondiali juniores nel 2021 e nel 2022. Nel 2022 ha vinto la medaglia d'oro ai Campionati europei juniores a Praga nella categoria -81 kg.  
Nel gennaio 2024 ha ottenuto la medaglia di bronzo al Grand Prix di Judo di Odivelas nella categoria -90 kg. Successivamente, ha vinto la medaglia d'argento sia al Grand Slam di Parigi che al Grand Slam di Tbilisi, sempre nella categoria -90 kg.  
Nel mese di aprile 2024 campione europeo a Zagabria 2024 nei -90 kg. A maggio 2024 ha ottenuto un altro bronzo al Grand Slam di Astana.  
Ha partecipato ai mondiali a Abu Dhabi 2024 nei 90 kg. 
Ha rappresentato l'Azerbaigian ai Giochi olimpici estivi di Parigi 2024, dove è stato eliminato agli ottavi del torneo dei 90 kg dal francese Maxime-Gaël Ngayap Hambou.

## Palmarès
- Mondiali

Budapest 2025: bronzo nei -90 kg.
- Europei

Zagabria 2024: oro nei -90 kg.